# 莫加拉斯
莫加拉斯，是西班牙卡斯蒂利亚-莱昂萨拉曼卡省的一个市镇。 总面积9平方公里，总人口302人（2001年），人口密度34人/平方公里。